# Madonna mit dem Stieglitz
Die Madonna mit dem Stieglitz (Madonna del Cardellino) ist ein Marienbildnis von Raffael aus dem 16. Jahrhundert. Es befindet sich in den Galleria degli Uffizi in Florenz. Seine Entstehungszeit ist zwischen 1506 und 1507. Das Gemälde hat die Maße 107 × 77 cm und ist in Öl auf Holz gemalt. Raffael hat zwei weitere Gemälde mit ähnlichem Motiv gemalt: die Madonna im Grünen (1505–1506, im KHM Wien ausgestellt) und Die schöne Gärtnerin (1507–1508, im Louvre ausgestellt).

## Das Werk
Das Gemälde hat einen gleichmäßig geometrischen Bildaufbau in Form einer Dreieckskomposition, bestehend aus Maria auf der Mittelachse und den beiden Kindern Jesus und Johannes rechts und links von dieser. Hinterfangen wird das Personendreieck von einer lichtdurchfluteten Landschaft, die für Raffael in dieser Zeit typisch ist. Zu sehen sind Blumen, Gras, Felsen, Büsche, Bäume, ein Fluss mit Brücke und eine Stadt mit Mauer und Türmen. Im Hintergrund ist ein Gebirge dargestellt. Links und rechts des oberen, seitlichen Bildrandes sind Wolken erkennbar, die sich zur Bildmitte hin öffnen und den Blick auf das Blau des Himmels freigeben. Farblich wechselt die Phantasielandschaft von braunoliv im unteren Teil über blaugrün in der Mitte zu blassblau im Bereich des Horizontes. Der Himmel im mittleren oberen Teil des Bildes ist blau. Obwohl rechts in der Bildmitte zwei Bäume und auf der entsprechenden Seite links nur ein Baum dargestellt sind, wird das Gleichgewicht der Komposition durch Felsen, Fluss und Brücke links hergestellt. „In der Landschaft scheint die Beherrschung der Tonskala der Luftperspektive perfekt zu sein, wonach die am weitesten entfernten Objekte durch den Effekt des natürlichen Dunstes aufgehellt werden.“ Damit ist sie deutlich von Leonardo da Vincis Sfumato beeinflusst.
Die Madonna sitzt erhöht auf einem Fels und ist bekleidet mit einem enganliegenden roten Kleid und einem blauen Umhang, der an ihrer linken Schulter aufliegt. Der Umhang lässt ihre rechte und linke Hand im Bereich des Handgelenks frei und ermöglicht einen Blick auf die roten Ärmel des Kleides. Die Farben Rot und Blau wurden von Raffael leicht kontrastierend gleichsam dezent verwendet, um auch in diesem Bereich Harmonie und Gleichgewicht zu erzeugen. Der Umhang umschließt die Knie Marias und bildet Falten auf dem erdigen Untergrund. Ihre Füße sind nackt und werden vom Umhang freigegeben. In der linken Hand hält sie ein aufgeschlagenes Buch. Ihre rechte Hand ruht zärtlich auf dem Rücken von Johannes. Wie bei den meisten Florentiner Madonnendarstellungen Raffaels üblich, hat Maria blondes, teilweise geflochtenes Haar, niedergeschlagene Augen und neigt den Kopf leicht nach links unten. Ihr Blick ruht auf Johannes. Insgesamt sitzt Maria ruhig, fast nachdenklich, ohne dabei statisch zu wirken.
An den Knien Marias angelehnt stehen beide Kinder. Johannes erkennbar an seinem Fellkleid und an der Nusshälfte, die am Ledergürtel hängt. In seiner Hand hält er einen Distelfink und reicht ihn Jesus. Der ergreift den Vogel mit erhobenem rechten Arm, in elegant gedrehter Haltung, dabei seinen Fuß auf den von Maria setzend. Sein Blick ruht nicht auf dem Distelfink, sondern auf Johannes.
Daneben weist das Bild eine Vielzahl ikonographischer Hinweise auf, die es in einen religiösen Zusammenhang stellen. Das rote Kleid Marias erinnert an das vergossene Blut Jesu Christi, die Nusshälfte als Hinweis auf die Taufschale, die Blumenwiese verweist auf entstehendes Leben. Das Buch in dem Maria einen selbstverständlich religiösen Text liest, ist als Zeichen ihren Glaubens zu deuten.

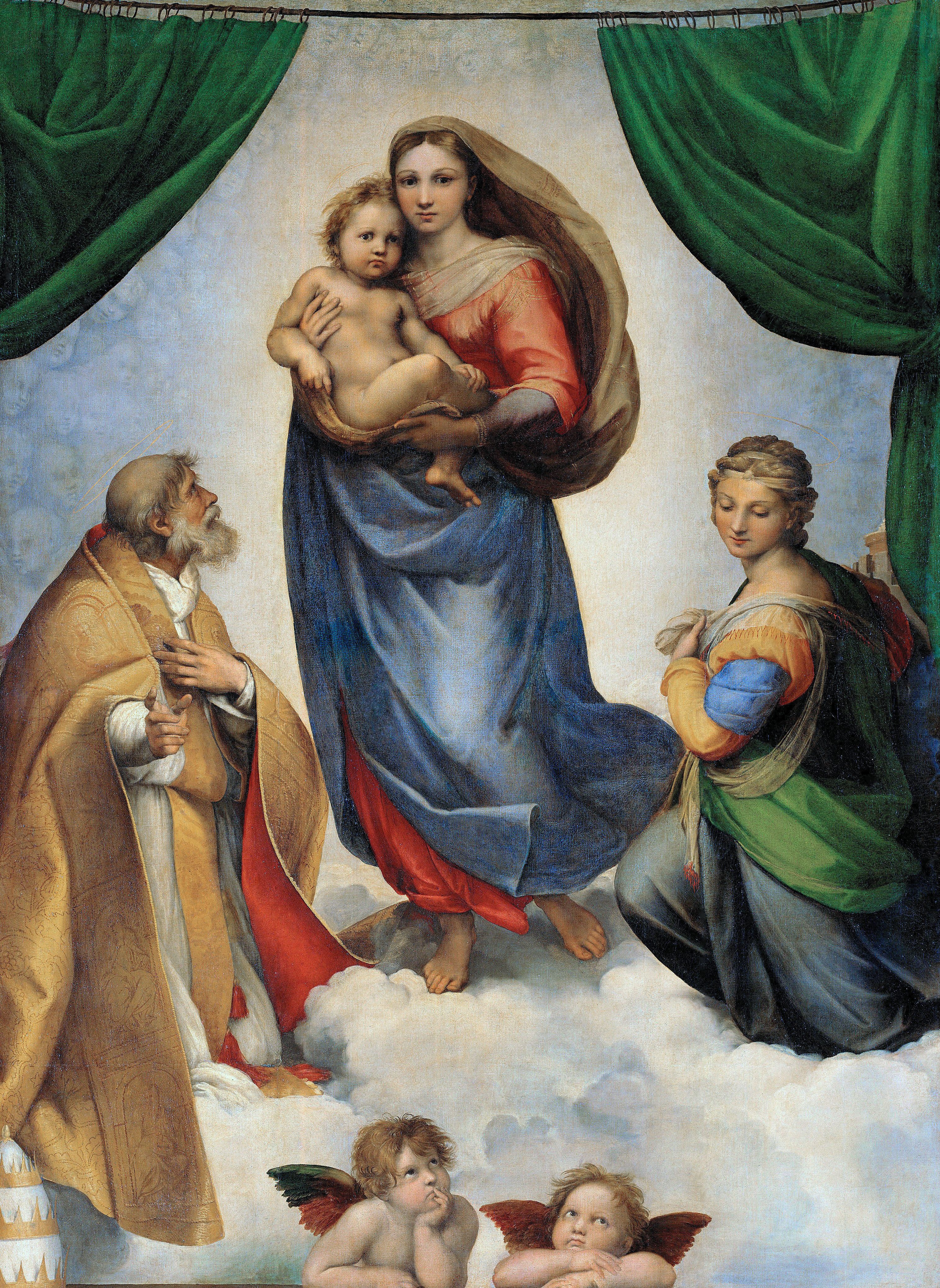
Sixtinische Madonna

Ein besonders erwähnenswerter Zusammenhang ergibt sich aus dem Distelfink. Er ist durch seinen roten Fleck am Kopf das Symbol für das Leiden Jesu in der Passion.
Durch die mehr spielerische Übergabe dieses Vogels „zu großem Vergnügen und Ergötzen beider“ als Kleinkinder dargestellten Personen wird von den brutalen Leiden der Passion abgelenkt. Selbst der Blick Marias ist fürsorglich und nicht wie bei der Sixtinischen Madonna von Vorahnung auf die Passion erfüllt. Im Zusammenhang mit dem möglichen Anlass des Bildes (Vermählung) ist es einerseits wohl für eine private Andacht gedacht, andererseits verweist es auch auf die besondere Schönheit und Eleganz Marias, auf ihre Mütterlichkeit und Fürsorge.

## Provenienz
Nach Giorgio Vasari wurde das Gemälde für die Hochzeit von Lorenzo Nasi mit Sandra von Matteo Canigiani in Auftrag gegeben. Diese wurde am 23. Februar 1506 gefeiert. Am 9. August 1548 wurde es bei einem Bergsturz erheblich zerstört und in 17 Fragmente geteilt. Wahrscheinlich wurde es dann Michele di Ridolfo del Ghirlandaio zur Restaurierung anvertraut. Es wird aber auch Battista Nasi als Restaurator angegeben.
Die spätere Geschichte des Gemäldes ist bis zu seiner Eintragung in die Sammlung von Kardinal Giovan Carlo de’ Medici in den Jahren 1646–47 unbekannt. Ab 1666 ist das Bild im Katalog der Uffizien eingetragen. 2008 wurde eine weitere Restaurierung abgeschlossen.